# جنگ پرتوزا

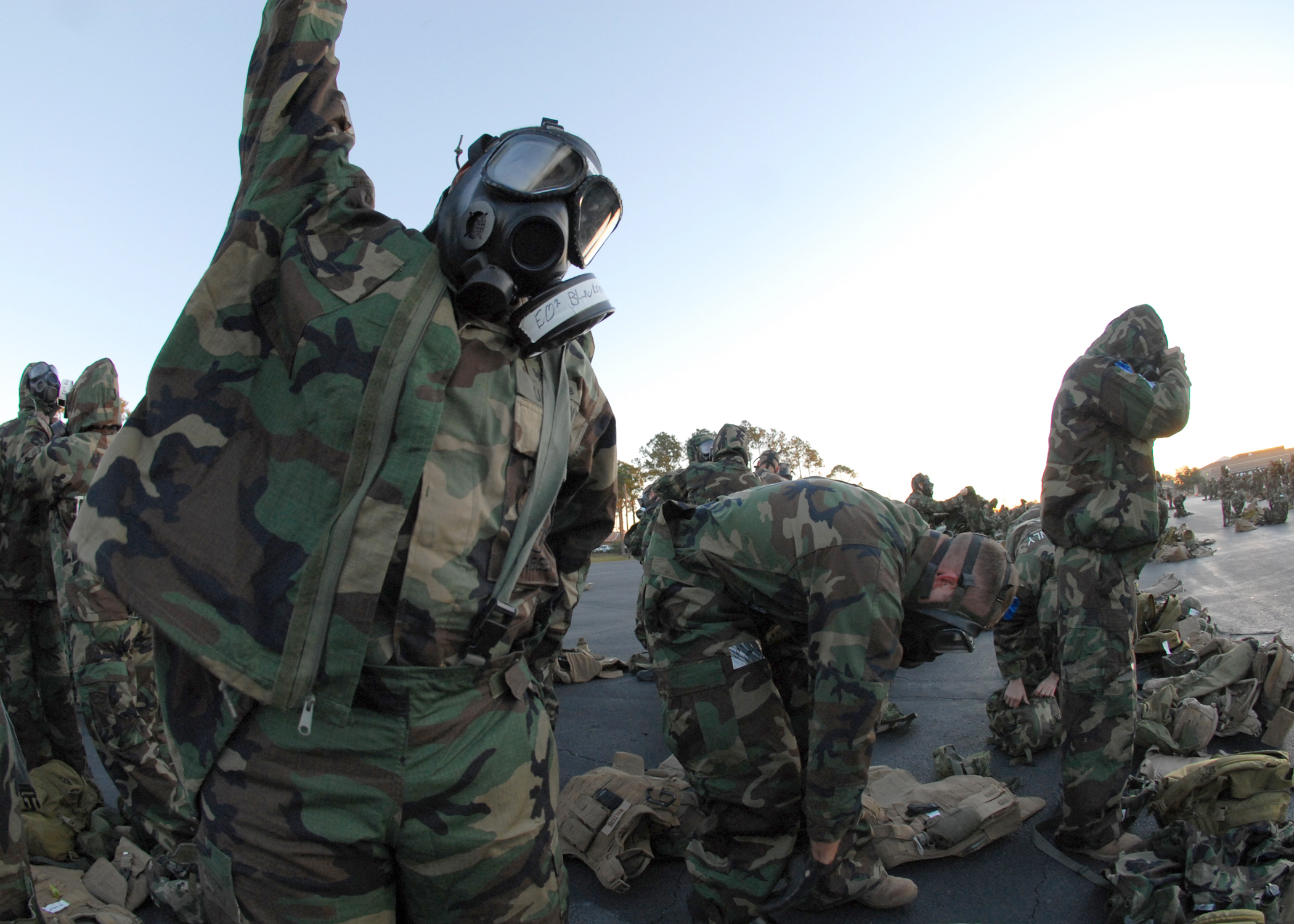
پوشیدن لباس‌های ضدشیمیایی توسط سربازان نیروی دریایی ایالات متحده آمریکا در طول یک تمرین دفاع ش‌م‌پ‌ه در ۲۰۰۸

جنگ پرتوزا، هر شکلی از جنگ است که شامل مسمومیت عمدی یا آلودگی یک منطقه با منابع پرتوزا باشد.
سلاح‌های پرتوزا معمولاً به عنوان جنگ‌افزارهای کشتارجمعی طبقه‌بندی می‌شوند؛ اگرچه می‌توانند مشخص باشند که چه کسی را هدف قرار می‌دهند، مانند مسمومیت آلکساندر لیتوینینکو توسط سرویس امنیت فدرال روسیه، با استفاده از پولونیوم-۲۱۰ پرتوزا.
کشورهای متعددی نسبت به برنامه‌های تسلیحات پرتوزا، ابراز علاقه کرده و چندین کشور، فعالانه، آن را دنبال می‌کنند و سه کشور نیز آزمایش‌های تسلیحات پرتوزا را انجام داده‌اند.

## جنگ‌افزارهای هسته‌ای نمکی
بمب نمکی، یک جنگ‌افزار هسته‌ای است که به مقدار زیادی، مواد نمکی خنثی، از نظر پرتوزایی، مجهز شده است. عوامل جنگ پرتوزا، از طریق جذب نوترون توسط مواد نمکی تابش‌های نوترونی ساطع شده از سلاح هسته‌ای تولید می‌شوند. این از مشکلات ناشی از انباشت مواد بسیار پرتوزا، جلوگیری می‌کند، زیرا در هنگام انفجار بمب، تولید می‌شود. در نتیجه، بارش هسته‌ای، بدتر از جنگ‌افزارهای هسته‌ای معمولی است و می‌تواند یک منطقه را برای مدتی طولانی، غیرقابل سکونت کند.
بمب کبالت نیز نمونه‌ای از سلاح‌های جنگ پرتوزا است که در آن کبالت-۵۹ با جذب نوترون، به کبالت-۶۰ تبدیل می‌شود. در ابتدا، پرتو گاما محصول شکافت هسته‌ای از یک بمب شکافت، همجوشی و شکافت «پاک» با اندازه معادل (با فرض اینکه مقدار ذرات غبار پرتوزا تولید شده برابر است) بسیار شدیدتر از کبالت-۶۰ است: ۱۵۰۰۰ برابر شدیدتر در ۱ ساعت؛ ۳۵ برابر شدیدتر در ۱ هفته؛ ۵ برابر شدیدتر در ۱ ماه و تقریباً در ۶ ماهگی، برابر است. پس از آن، شکافت، به سرعت کاهش می‌یابد، به طوری که بارش هسته‌ای کبالت-۶۰، ۸ برابر شدیدتر از شکافت در ۱ سال و ۱۵۰ برابر شدیدتر در ۵ سال است. ایزوتوپ‌های بسیار، با عمر تولید شده توسط شکافت، پس از حدود ۷۵ سال، دوباره از کبالت-۶۰، جلو خواهند زد.
انواع دیگر بمب‌های نمکی که از کبالت استفاده نمی‌کنند نیز تئوری شده‌اند. به عنوان مثال، نمک زدن با سدیم-۲۳، که به سدیم-۲۴ تبدیل می‌شود، به دلیل نیمه عمر ۱۵ ساعته‌اش، منجر به پرتوزایی شدید خواهد شد.

## جنگ‌افزارهای هسته‌ای انفجاری سطحی
اگر قرار باشد اثرات تابش گرمایی و موج انفجار برای یک منطقه (یعنی ناحیه تحت پوشش مستقیم دید مستقیم و درخشندگی کافی برای ایجاد سوختن و تشکیل ساقه ماخ به ترتیب) به حداکثر برسد، انفجار هوا ترجیح داده می‌شود. هر دو جنگ‌افزار هسته‌ای، محل انفجار را با تابش نوترونی، تحت تابش قرار می‌دهند و باعث فعال‌سازی نوترونی مواد در آنجا می‌شوند. بمب‌های شکافت نیز با باقی‌مانده مواد بمب، کمک خواهند کرد. هوا در صورت فعال شدن با نوترون، ایزوتوپ‌های مفید برای جنگ پرتوزا را تشکیل نمی‌دهد. در عوض، با منفجر کردن آنها در سطح یا نزدیک سطح، زمین تبخیر و پرتوزا شده و هنگامی که سرد و به صورت ذرات متراکم می‌شود، بارش هسته‌ای قابل توجهی ایجاد می‌کند.

## بمب‌های کثیف
«بمب کثیف» یا دستگاه گسترش‌دهنده پرتوزا، سلاحی پرتوزا با فناوری بسیار پایین‌تر از آنچه در بالا مورد بحث قرار گرفت است که هدف آن، پراکنده کردن گرد و غبار پرتوزا در یک منطقه است. انتشار مواد پرتوزا، ممکن است شامل هیچ «سلاح» یا نیروهای جانبی خاصی مانند انفجار و شامل کشتن مستقیم مردم از منبع پوتو آن نباشد، بلکه می‌تواند کل مناطق یا سازه‌ها را برای زندگی انسان، غیرقابل استفاده یا نامطلوب کند. مواد پرتوزا، ممکن است به آرامی در یک منطقه بزرگ، پراکنده شوند و می‌تواند برای قربانیان، در ابتدا دشوار باشد که بدانند چنین حمله پرتوزایی در حال انجام است، به خصوص اگر آشکارسازهای پورتوزایی، از قبل، نصب نشده باشند.
جنگ پرتوزا با بمب‌های کثیف، می‌تواند برای تروریسم هسته‌ای، گسترش یا تشدید ترس، استفاده شود. در رابطه با این سلاح‌ها، دولت‌ها نیز می‌توانند شایعه، اطلاعات نادرست و ترس را منتشر کنند.
در ژوئیه ۲۰۲۳، هر دوی اوکراین و روسیه، یکدیگر را به دلیل آمادگی برای بمباران نیروگاه هسته‌ای زاپوریژیا در اوکراین، به منظور استفاده از راکتورهای هسته‌ای به عنوان بمب‌های کثیف، سرزنش کردند.

## برای مطالعهٔ بیشتر
- کربی، آر (۲۰۲۰) سلاح‌های پرتوزا: تجربه جنگ سرد آمریکا.[۱۲]